# Une Coccinelle à toute allure
Pour plus de détails, voir Fiche technique et Distribution.
Une Coccinelle à toute allure (Ein Käfer gibt Vollgas) est une comédie d'action ouest-germano-suisse réalisée par Rudolf Zehetgruber et sortie en 1972. 

## Synopsis
Jimmy Bondi et sa Volkswagen Coccinelle miracle Dudu sont en route pour le Portugal par la mer. En Algarve, ils sont témoins d'une altercation au cours de laquelle l'ex-détenu Plato et la séduisante Tamara ont affaire au marquis de la Sotta et à ses sbires. Plato est en possession d'une lettre qui devrait le mettre sur la piste de plaques d'impression de faux billets qui étaient en possession de son ami Schibulski, le frère de Tamara. Lorsque Jimmy Bondi et la Coccinelle viennent en aide à leurs nouvelles connaissances, la lettre est laissée par hasard à l'intérieur de la Coccinelle. Jimmy Bondi renvoie Plato et Tamara à Lisbonne, où lui et ses amis Magnolia et Cyrill dirigent la société General Service, qui accepte des commandes de toutes sortes, tandis que le marquis fait rechercher la Coccinelle par ses hommes afin d'obtenir la lettre.
Tamara découvre que Plato n'est pas l'ancien ami de son frère, mais qu'il est de la police, car le vrai Plato s'est cassé le poignet et n'aurait sans doute pas pu utiliser ses poings aussi puissamment contre le marquis et ses hommes.
À Lisbonne, Plato et Tamara font la connaissance de Magnolia, la directrice de l'entreprise, qui s'enquiert immédiatement et avec joie de la santé de Jimmy. Peu après l'arrivée de Jimmy et de la Coccinelle, deux gangsters mandatés par de la Sotta les harcèlent, mais ils parviennent à se défendre contre eux. Plato et Tamara sont également enlevés par le marquis dans sa propriété, mais parviennent à s'enfuir.
Lors d'un dernier affrontement sur la plage, Plato est encerclé par le Marquis et ses hommes ; Jimmy et la Coccinelle viennent une nouvelle fois à son secours. Comme le supérieur de Plato a besoin des plaques d'impression comme preuve, Plato poursuit le Marquis en fuite sur son aéroglisseur. Plato ne trouve pas de plaques d'impression sur le Marquis, mais le laisse dériver dans son aéroglisseur jusqu'à ce qu'il n'y ait plus de carburant. Jimmy, qui a nagé derrière la Coccinelle, et Plato veulent aussitôt partir au loin avec la Coccinelle, mais ils sont rappelés à terre par Magnolia, à qui Jimmy avait autrefois promis le mariage, à l'aide de la ceinture de télécommande que Jimmy avait oubliée à terre dans la précipitation.

## Fiche technique
- Titre français : Une Coccinelle à toute allure[1]
- Titre original allemand  : Ein Käfer gibt Vollgas[2]
- Réalisateur : Rudolf Zehetgruber
- Scénario : Rudolf Zehetgruber
- Photographie : Acácio de Almeida, Rüdiger Meichsner, Hannes Staudinger
- Montage : Silvia Müller-Gregor
- Musique : Jürgen Elert
- Décors : Nino Borghi
- Costumes : Waltraut Freitag
- Maquillage : Peter Müller
- Production : Rudolf Zehetgruber, Arved von Vietinghoff
- Société de production : Barbara Film GmbH (Munich), Coordinator Film
- Pays de production :  Allemagne de l'Ouest -  Suisse
- Langue originale : allemand
- Format : Couleurs par Eastmancolor - 1,66:1 - Son mono - 35 mm
- Durée : 92 minutes
- Genre : Comédie d'action
- Dates de sortie :
  - Allemagne de l'Ouest : 21 décembre 1972
  - France : novembre 1974

## Distribution
- Rudolf Zehetgruber (sous le nom de « Robert Mark ») : Jimmy Bondi
- Karl-Otto Alberty : Marchese de la Sotta
- Joachim Fuchsberger : Platon
- Heidi Hansen : Tamara
- Kurt Jaggberg : Chico Capellas
- Kathrin Oginski : Magnolia
- Heinz Reincke : Maggio
- Sergio Testori : Gonzalez
- Hans Waldherr : Max Dralle
- Arthur Duarte : Avocat Silva